# Zonitoschema gombakiensis
Zonitoschema gombakiensis es una especie de coleóptero de la familia Meloidae.

## Distribución geográfica
Habita en la Península de Malaca (Asia).